# Лале
 Тази статия е за рода растения.  За селото в Южна България вижте Лале (село).  
Лале (Tulipa) е род покритосеменни растения от семейство Кремови (Liliaceae). Включва около 150 вида тревисти растения, разпространени в Южна Европа, Северна Африка, Близкия изток и Централна Азия с най-голямо разнообразие в Памир, Хиндукуш и степните области на Казахстан. Българското название „лале“ произлиза от турски и персийски, а латинската „tulipa“ – от турската дума „тюрбан“.

## Отглеждане и разновидности

### История
Лалетата се размножават чрез луковички. Те се отглеждат масово като декоративни растения, като повечето култивирани подвидове, хибриди и култивари са базирани на вида Tulipa gesneriana. В продължение на повече от 400 години са добити няколко хиляди сорта лалета. 
Първите писмени свидетелства за съществуването на тези цветя датират от IX век в староперсийската литература. Дивите лалета се култивират, за да бъдат отгледани градинските лалета. Турците заимстват култивирането на лалета от персите. Лалето е пренесено от Мала Азия в Европа през XVI век. 
През 1593 г., французинът Шарл дьо Леклюз разпространява лалетата в Нидерландия. Към края на XVI век страната се превръща в център за отглеждане на луковични растения, най-вече - на лалета. В съвременността лалето е национален символ на Нидерландия, която е най-големият износител на цветя и контролира близо 80% от търговията с лалета.

### Групиране
Простоцветни късноцъфтящи
Цветовете са елегантно изтеглени, с цилиндрична форма и различни багри, украсяващи цветоносно стъбло с височина до 60 cm. Всички сортове са подходящи за парково отглеждане. Примерни сортове: Aristokrat, Baccuhus, Luis XIV, Queen of Night и много други не по-малко красиви.
Ресничести
Сортове от тази група са пъстроцветни с много фино нарязани крайчета на периферията. Имат екзотичен вид, напомнят орхидеите. Украсяват паркове и градини.
- Bellflower - с розов цвят;
- Maja - с жълт цвят;
- Noranda - с червена багра.

Зеленоцветни лалета
Пъстроцветни с частично зелена багра на перигона, който понякога е леко асиметричен. Подходящи са за зацветяване на открити площи, както и за получаване на рязан цвят.
- Hummingbird - с патешкожълта багра със зелен кант;
- Greenland - има млечнорозов цвят със зелена багра от външната страна на перигона.

Лалета Рембранд
Това са двубагрени сортове, които някога са били високо ценени (наречени са именно на известния художник, който първи ги нарисува), а сега са почти на изчезване, тъй като пъстролистието предизвикано от вируси е било силно застъпено. Развиват се само сортовете, които са пъстроцветни мутации, което се познава по цветните пламъци, появяващи се закономерно във всички цветове на насаждението.
- ”Montgomery” – цветът му е бял с червени пламъци;
- ”San Marino” – червен цвят с жълти пламъци;
- ”Cordell Hull” – кървавочервен с бели пламъци.

Папагалови
Оригинални, причудливи цветове с къдрави перигони. Тези качества се предават само при размножаване с луковици. Въпреки че те са получени от сортове с прости цветове при кръстосване с други сортове, папагаловите черти не се запазват. Подходящи са за рязан цвят и за групово засаждане.
- ”Black Parrat” – с кафяво-червен цвят;
- ”Bird of Paradise” – червен с жълт кант;
- ”Red Champion” – отвътре перигонът е червен, отвън – розово-червен, силно нагънат. Дънцето е кремавобяло с кант, тичинковите дръжки - сиви, а тичинките - черно-пурпурни.

Кичести късни
Тук се включват сортове с кичести цветове, подобни на божура, затова ги наричат и божуровидни. Високи са до 60 см. Препоръчват се за цветни лехи и паркове.
- ”Uncle Tom” – с много кичест кадифено-тъмночервен цвят;
- ”Eros” – пастелнорозов;
- ”Bonansa” – карминеночервен с жълти краища.

### Видове лалета
- Tulipa acuminata
- Tulipa agenensis
- Tulipa armena
- Tulipa aucheriana
- Tulipa batalinii
- Tulipa bakeri
- Tulipa biflora
- Tulipa borszczowii
- Tulipa butkovii
- Tulipa carinata
- Tulipa celsiana
- Tulipa clusiana
- Tulipa cretica
- Tulipa cypria
- Tulipa dasystemon
- Tulipa didieri
- Tulipa dubia
- Tulipa edulis
- Tulipa ferganica
- Tulipa gesneriana
- Tulipa goulimyi
- Tulipa greigii
- Tulipa grengiolensis
- Tulipa heterophylla
- Tulipa hoogiana
- Tulipa humilis
- Tulipa hungarica
- Tulipa iliensis
- Tulipa ingens
- Tulipa julia
- Tulipa kaufmanniana
- Tulipa kolpakowskiana
- Tulipa kurdica
- Tulipa kuschkensis
- Tulipa lanata
- Tulipa latifolia
- Tulipa lehmanniana
- Tulipa linifolia
- Tulipa marjolettii
- Tulipa mauritania
- Tulipa micheliana
- Tulipa montana
- Tulipa orphanidea
- Tulipa ostrowskiana
- Tulipa platystigma
- Tulipa polychroma
- Tulipa praecox
- Tulipa praestans
- Tulipa primulina
- Tulipa pulchella
- Tulipa retroflexa
- Tulipa saxatilis
- Tulipa sharonensis
- Tulipa sprengeri
- Tulipa stapfii
- Tulipa subpraestans
- Tulipa sylvestris
- Tulipa systola
- Tulipa taihangshanica
- Tulipa tarda
- Tulipa tetraphylla
- Tulipa tschimganica
- Tulipa tubergeniana
- Tulipa turkestanica
- Tulipa undulatifolia
- Tulipa urumiensis
- Tulipa urumoffii
- Tulipa violacea
- Tulipa whittalli

## Други
На лалетата е наречена улица в квартал „Лозенец“ в София (Карта).